# The Novembers
The Novembers est un groupe japonais de rock alternatif.
Il se forme en mars 2005 sur les cendres d'un autre groupe crée en 2002 par Kobayashi Yusuke et Takamatsu Hirofumi puis dissous en 2005. Le line-up actuel date d'octobre 2005 lorsque le second guitariste, Matsumoto Kengo, les rejoint.

Le groupe auto-produit deux démos en 2006 avant de faire ses débuts en indie avec Daizawa Records qui sort leur premier album The Novembers en novembre 2007.

## Line-up
- Kobayashi Yusuke (小林祐介, 18 décembre 1985) – chant, guitare, synthétiseur
- Matsumoto Kengo (ケンゴマツモト, juin 1983) – guitare, synthétiseur
- Takamatsu Hirofumi (高松浩史, 19 novembre 1985) – basse
- Yoshiki Ryousuke (吉木諒祐, 1er novembre 1985) – Batterie

## Discographie

### Albums
- Picnic (4 juin 2008)
- Misstopia (10 mars 2010)
- To (melt into) (3 août 2011)
- zeitgeist (30 novembre 2013)
- Rhapsody in beauty (15 octobre 2014)
- Hallelujah (21 septembre 2016)

### EPs
- THE NOVEMBERS (7 novembre 2007)
- paraphilia (18 mars 2009)
- GIFT (7 novembre 2012)
- Fourth wall (15 mai 2013)
- Elegance (7 octobre 2015)

### Singles
- (Two) Into Holy (3 août 2011)
- 今日も生きたね (14 mai 2014)
- 僕らはなんだったんだろう (Parallel Ver) (18 novembre 2014) (digital)
- 黒い虹 (21 juillet 2016)

### Demos
- The Novembers (1re demo, 13 août 2005)
- The Novembers (2e demo, 13 septembre 2006)
- The Novembers (3e demo, 13 octobre 2006)

### Compilations
- College of Kitazawa No.3 (コラージュ オブ 北沢3丁目) (30 mai 2005)
  - Concept album par Shimokitazawa Garage et enndisc
  - Piste 2, Brooklyn Saishuu Deguchi (ブルックリン最終出口)
  - Piste 10, She Lab Luck
- V.A Hi-Style ~Itaku Version 01~ (20 février 2007)
  - High Line Record Compilation No.1
  - Piste 3, Chernobyl
- V.A Dip Tribute ~9faces~ (6 juin 2012)
  - Piste 11, Human Flow
- V.A. Nevermind Tribute (4 avril 2012)
  - Piste 10, Stay Away